# Ступинская ТЭЦ
Ступинская ТЭЦ (ТЭЦ-17 Мосэнерго) — предприятие энергетики расположенное в городе Ступино Московской области в 100 км южнее г. Москвы. Входит в состав генерирующей компании «Мосэнерго».

## Общие сведения
Основные виды топлива — природный газ, бурый уголь подмосковного бассейна (с 2014 года уголь на ТЭЦ не используется). Электростанция обеспечивает электричеством и теплом промышленные предприятия и коммунальное хозяйство города Ступино, а также население общей численностью более 75 тыс. человек. Особенностью электростанции является открытая система теплоснабжения и использование брызгального бассейна для охлаждения циркуляционной воды.
Станция имеет красивый турбинный зал. Вдоль стен расположены пилястры с украшенными лепниной капителями. Торцевая стена турбинного цеха украшена двумя высокими портретами, имеющими размер почти от пола до потолка и сделанные по пропорциям человеческого тела. На портретах изображены Карл Маркс и Владимир Ленин. Между портретами расположены круглые часы.
Основные производственные показатели ТЭЦ-17 (на 01.01.2018):
- Установленная электрическая мощность — 117 МВт,
- Установленная тепловая мощность — 547 Гкал/ч.

## История
История Ступинской ТЭЦ берёт начало в 1939 году. Техническая целесообразность и необходимость строительства станции определялась наличием металлургического комбината, машиностроительного завода, предприятий местной промышленности и строящегося города. Проект станции был разработан проектно-конструкторским бюро Мосэнерго. Первая очередь Ступинской ТЭЦ-17 введена в эксплуатацию 9 мая 1950 года. К концу 1953 года к сдаче были подготовлены все объекты станции. С 1985 года в качестве основного топлива ТЭЦ-17 стала использовать наряду с подмосковным углём природный газ, для чего был построен газораспределительный пункт.

## Развитие
На ТЭЦ-17 постоянно ведутся работы по модернизации и техническому перевооружению станции.
- В 1999 году введена в эксплуатацию химическая водоочистка теплосети города с производительностью до 1200 т/час водопроводной воды и обессоливающая установка производительностью 420 т/ч.
- В 2000 году на турбину ст. № 2 установлен новый генератор типа ТЗФП-50-2 УЗ.
- В 2002 году введён эксплуатацию ТГ ст. № 3 ПТ-30-8,8.
- В 2007-2008 гг. на котлах ТП-230 проведена реконструкция внутрибарабанных сепарационных устройств, выполненных по чертежам ЦКТИ при участии специалистов ЦКТИ (рук. работ к. т. н. О. Л. Анисимова).
- В 2008 году на ТЭЦ-17 частично проведена реконструкция электрической части ТЭЦ-17.
- В 2009 году установлен новый генератор Т3ФП — 110-2 МУ3 на турбину ст. № 4. Установлен новый сетевой трансформатор типа ТРДЦН-125000/110-У1.
- В 2018 году выведен из эксплуатации ТГ ст. №4 Т-75-90 установленной мощностью 75 МВт.

Во 2-м квартале 2009 года планировалось завершение реконструкции береговой насосной станции.
В рамках реализации экологической политики компании в 2008 году были значительно снижены выбросы загрязняющих веществ в атмосферный воздух по сравнению с 2007 годом.

## Перечень основного оборудования
| Агрегат                              | Тип       | Изготовитель | Количество | Ввод в эксплуатацию | Основные характеристики | Основные характеристики | Источники   |
| Агрегат                              | Тип       | Изготовитель | Количество | Ввод в эксплуатацию | Параметр                | Значение                | Источники   |
| ------------------------------------ | --------- | ------------ | ---------- | ------------------- | ----------------------- | ----------------------- | ----------- |
| Оборудование паротурбинных установок |           |              |            |                     |                         |                         |             |
| Паровой котёл                        | ТП-230-2  | —            | 5          | 1951—1957 г.        | Топливо                 | газ, мазут              | [ 1 ] [ 2 ] |
| Паровой котёл                        | ТП-230-2  | —            | 5          | 1951—1957 г.        | Производительность      | 230 т/ч                 | [ 1 ] [ 2 ] |
| Паровой котёл                        | ТП-230-2  | —            | 5          | 1951—1957 г.        | Параметры пара          | 100 кгс/см2, 510 °С     | [ 1 ] [ 2 ] |
| Паровая турбина                      | ПТ-25-90  | —            | 1          | 1973 г.             | Установленная мощность  | 20 МВт                  | [ 1 ] [ 2 ] |
| Паровая турбина                      | ПТ-25-90  | —            | 1          | 1973 г.             | Тепловая нагрузка       | 72 Гкал/ч               | [ 1 ] [ 2 ] |
| Паровая турбина                      | Т-40-90   | —            | 1          | 1951 г.             | Установленная мощность  | 40 МВт                  | [ 1 ] [ 2 ] |
| Паровая турбина                      | Т-40-90   | —            | 1          | 1951 г.             | Тепловая нагрузка       | 80 Гкал/ч               | [ 1 ] [ 2 ] |
| Паровая турбина                      | ПТ-30-8,8 | —            | 1          | 2002 г.             | Установленная мощность  | 32 МВт                  | [ 1 ] [ 2 ] |
| Паровая турбина                      | ПТ-30-8,8 | —            | 1          | 2002 г.             | Тепловая нагрузка       | 105 Гкал/ч              | [ 1 ] [ 2 ] |
| Паровая турбина                      | ПР-25-90  | —            | 1          | 1968 г.             | Установленная мощность  | 25 МВт                  | [ 1 ] [ 2 ] |
| Паровая турбина                      | ПР-25-90  | —            | 1          | 1968 г.             | Тепловая нагрузка       | 90 Гкал/ч               | [ 1 ] [ 2 ] |
| Водогрейное оборудование             |           |              |            |                     |                         |                         |             |
| Водогрейный котел                    | КВГМ-100  | —            | 2          | 1985—1986 г.        | Топливо                 | газ, мазут              | [ 1 ] [ 2 ] |
| Водогрейный котел                    | КВГМ-100  | —            | 2          | 1985—1986 г.        | Тепловая мощность       | 100 Гкал/ч              | [ 1 ] [ 2 ] |